# 아치볼드 리치
아치볼드 리치(영어: Archibald Leitch, 1865년 4월 27일~1939년 4월 25일, 스코틀랜드 글래스고)는 영국의 축구 경기장을 주로 설계한 건축가였다. 맨체스터 유나이티드 FC의 올드 트래퍼드 경기장과 첼시 FC의 스탬포드 브리지도 모두 그가 설계한 작품이다. 그는 공장 건축가 출신이었기 때문에 처음 지어진 축구장들은 공장의 형태처럼 보이는 경우가 많았다. 또한 에버튼 FC의 홈구장인 구디슨 파크에는 그가 지은 2층 발코니가 있는데 이는 아치볼드 리치 자신의 특유한 디자인을 보여준다. 지금은 대부분이 증축이나 개축으로 인하여 그 원형은 찾아보기가 힘들지만, 일부 지역에는 아직도 원형을 갖춘 경기장이 있고 재개발된 지역에는 그 터에 스탠드를 보존해놓기도 하였다.

## 대표적인 경기장
증개축으로 인하여 원형을 찾아보기는 힘들지만, 현재 프리미어 리그의 경기장 대부분은 아치볼드 리치가 설계한 것이다.
- 맨체스터 유나이티드 FC : 올드 트래퍼드
- 첼시 FC : 스탬포드 브리지
- 리버풀 FC : 안필드
- 토트넘 홋스퍼 FC : 화이트 하트 레인
- 풀럼 FC : 크레이븐 코티지
- 아스톤 빌라 : 빌라 파크
- 블랙번 로버스 FC : 이우드 파크
- 울버햄프턴 원더러스 FC : 몰리뉴 스타디움

## 갤러리

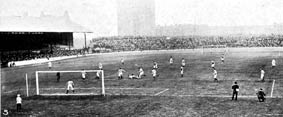
1905년 초창기의 스탬포드 브리지.
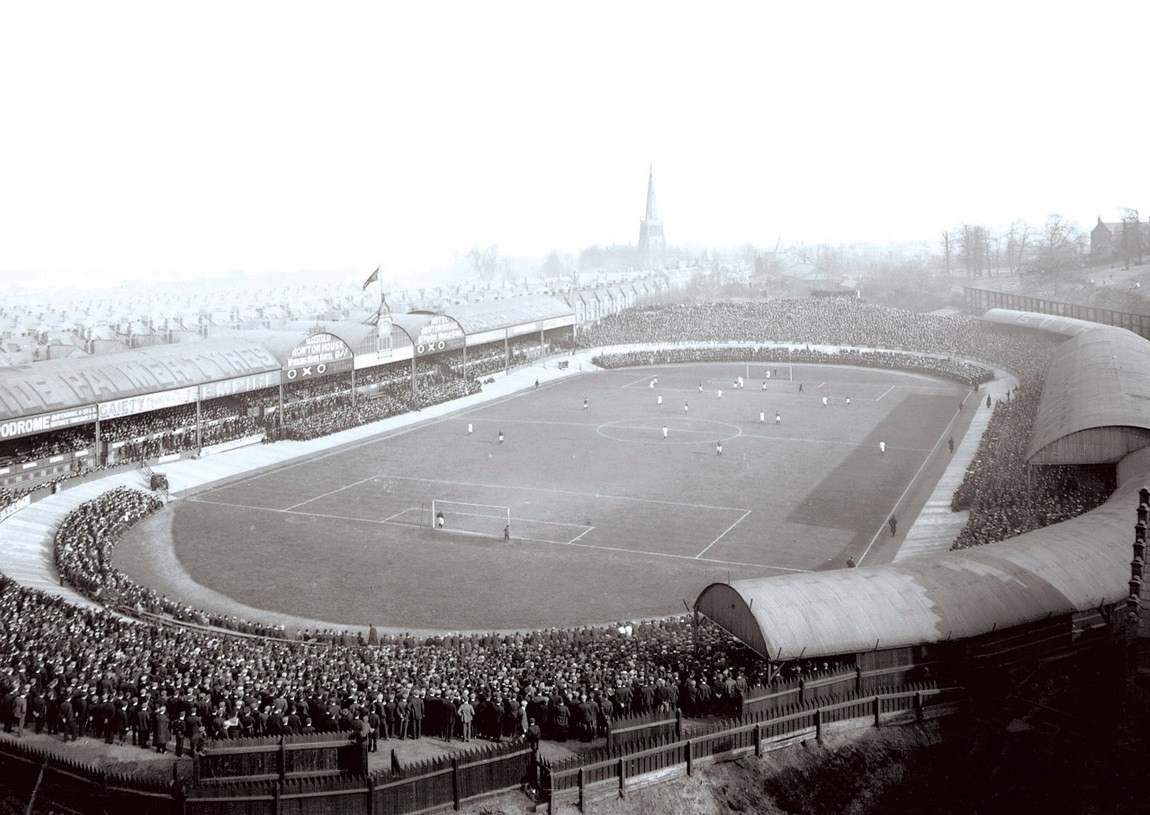
1894년에 건축된 빌라 파크(1907년)